# Сан Ђовани М. Бонело (Модена)
Сан Ђовани М. Бонело је насеље у Италији у округу Модена, региону Емилија-Ромања.
Према процени из 2011. у насељу је живело 32 становника. Насеље се налази на надморској висини од 747 м.